# Egon Wellesz
Egon Joseph Wellesz (21 de octubre de 1885 – 9 de noviembre de 1974) fue un compositor austriaco clásico, profesor y musicólogo (especializado en música antigua), discípulo de Arnold Schoenberg perteneciente a la Segunda Escuela de Viena.

## Biografía
Los padres de Wellesz eran originarios de la parte húngara de la monarquía del Danubio. Comenzó a estudiar jurisprudencia en 1904 en la Universidad de Viena, sin embargo un año después se trasladó al Instituto de Ciencias Musicales de Guido Adler. Mientras tanto era uno de los primeros alumnos privados de contrapunto de Arnold Schoenberg, que seguiría durante dos años. Con Adler obtuvo un doctorado en 1908 con un trabajo sobre el compositor italiano Giuseppe Bonno (1711-1788).
Para el Denkmäler der Tonkunst in Österreich publicó la ópera Costanza de Johann Joseph Fux. Wellesz se convirtió rápidamente en un experto sobresaliente en ópera barroca, y más tarde se especializó en música bizantina y descifró por primera vez una notacíón bizantina medieval. En 1920 escribió la primera biografía de Arnold Schoenberg. Creó en 1922 junto a Rudolf Réti la Sociedad Internacional para la Música Nueva IGNM. Además de todas estas actividades fue lector en el Instituto de Ciencias Musicales y entre 1911 y 1915 también fue profesor de Historia de la música en el Conservatorio de Música de Viena. A partir de 1929 fue un extraordinario profesor de ciencias musicales en la Universidad de Viena. Como judío, se puso su nombre entre los del Entartete Kunst o arte degenerado, y se vio obligado a emigrar en 1938 a Ámsterdam y luego a Inglaterra. Aquí encontró una oportunidad en la cooperación para el renombrado Grove Dictionary of Music and Musicians, dio lecturas en Cambridge y el 1 de enero de 1939 fue nombrado Fellow en el Lincoln College de la Universidad de Oxford, luego fue doctor honorario en 1932 - el primer compositor austríaco en recibir el título después de Joseph Haydn -. Posteriormente, en 1946, recibiría la nacionalidad británica, siendo honrado por Viena y la república de Austria con varios honores. Nunca recibió el ofrecimiento de regresar a enseñar a la Universidad de Viena. Un accidente en Oxford el 18 de enero de 1972 terminó con su actividad creativa a los 87 años. Está enterrado en el Cementerio Central de Viena.

## Composiciones
La obra de Wellesz comprende al menos 112 composiciones con número de Opus, además de otras 20 sin número de Opus, abarcando una gran variedad de estilos.
Recientemente se ha incrementado el interés por su obra. Aunque su obra ha sido escasamente grabada en CD o LP, hoy están disponibles las grabaciones de sus nueve sinfonías. La grabación de su tercera sinfonía (1950-51), publicada póstumamente, recibió reconocimiento mundial en Viena en 2001.

### Música para la escena
- Das Wunder der Diana, op. 18 (1914–1917), ballet de Béla Balázs
- Die Prinzessin Girnara, op. 27 (1919–1920), libreto by Jakob Wassermann
- Persisches Ballett, op. 30 (1920), ballet de Ellen Tels
- Achilles auf Skyros, op. 33 (1921), ballet deHugo von Hofmannsthal
- Alkestis, op. 35 (1924), Libretto de Hugo von Hofmannsthal de Euripides
- Die Nächtlichen: Tanzsinfonien, op. 37 (1924), Ballet scene de Max Terpis
- Die Opferung des Gefangenen, op. 40 (1924–1925), drama escénico de Eduard Stucken
- Scherz, List und Rache, op. 41 (1927), libreto de Johann Wolfgang von Goethe
- Die Bakchantinnen, op. 44 (1931), libreto del composer de Euripides, opera in 2 Acts
  - Hymne der Agave aus Die Bakchantinnen, op. 44, edición de concierto de Wellesz
- Incognita, op. 69 (1950), libreto de Elizabeth MacKenzie y William Congreve

### Obra coral
- Drei gemischte Chöre, op. 43 (1930), texto de Angelus Silesius
- Fünf kleine Männerchöre, op. 46 (1932) de Fränkischen Koran por Ludwig Derleth
- Drei geistliche Chöre, op. 47 (1932) para coro masculino basado en los poemas Mitte des Lebens de Rudolf Alexander Schröder
- Zwei Gesänge, op. 48 (1932) basado en los poemas Mitte des Lebens deRudolf Alexander Schröder
- Mass in F minor, op. 51 (1934)
- Quant'è bella Giovinezza, op. 59 (1937), para coro femenino
- Carol, op. 62a (1944) para coro femenino
- Proprium Missae, Laetare, op. 71 (1953) para coro y órgano
- Kleine Messe in G major, op. 80a (1958) para tres voces similares a capela
- Alleluia, op. 80b (1958) para soprano o tenor solo
- Laus Nocturna, op. 88 (1962)
- Missa brevis, op. 89 (1963) para coro
- To Sleep, op. 94 (1965) para coro
- Festliches Präludium, op. 100 (1966) on a Byzantinium Magnificat for choir and organ

### Orquestal
- Heldensang, op. 2 (1905), prólogo sinfónico para gran orquesta
- Vorfrühling, op. 12 (1912), symphonic mood picture for orchestra
- Suite, op. 16 (1913), para orquesta
- Mitte des Lebens, op. 45 (1931–32), cantata for soprano, choir, and orchestra
- Piano Concerto, op. 49 (1933)
- Amor Tímido, op. 50 (1933), aria for soprano and small orchestra, Texto: Pietro Metastasio
- Prosperos Beschwörungen, op. 53 (1934–36), five symphonic works for orchestra after William Shakespeares The Tempest
- Lied der Welt, op. 54 (1936–38), for soprano and orchestra. Texto: Hugo von Hofmannsthal
- Leben, Traum und Tod, op. 55 (1936–37), for alto and orchestra. Texto: Hugo von Hofmannsthal
- Schönbüheler Messe C-dur, op. 58 (1937), for choir, orchestra, and organ
- Sinfonía n.º 1, op. 62 (1945)
- Sinfonía n.º 2, op. 65 (1947–48), The English
- Sinfonía n.º 3, op. 68 (1949–51)
- Sinfonía n.º 4, op. 70 (1951–53), Austriaca
- Sinfonía n.º 5, op. 75 (1955–56)
- Concierto para violín, op. 84 (1961), dedicado al violinista Eduard Melkus.
- Four Songs of Return, op. 85 (1961), for soprano and chamber orchestra, after texts by Elizabeth Mackenzie
- Duineser Elegie, op. 90 (1963) for soprano, choir, and orchestra after Rainer Maria Rilke
- Ode an die Musik, op. 92 (1965) for baritone or alto and chamber orchestra, Texto: Pindar, in free adaptation of works by Friedrich Hölderlin
- Sinfonía n.º 6, op. 95 (1965)
- Vision for soprano and orchester, op. 99 (1966), texto: Georg Trakl
- Mirabile Mysterium, op. 101 (1967) for soloist, choir, and Orchester
- Sinfonía n.º 7, op. 102 (1967–68), Contra torrentem
- Canticum Sapientiae, op. 104 (1968) for baritone, choir, and orchestra after texts from the Old Testament
- Divertimento, op. 107 (1969), for small orchestra
- Symphonic Epilogue, op. 108 (1969)
- Sinfonía n.º 8, op. 110 (1970)
- Sinfonía n.º 9, op. 111 (1970–71)

### Música de cámara
- String Quartet n.º 1, op. 14 (1912)
- String Quartet n.º 2, op. 20 (1915–16)
- Geistliches Lied, op. 23 (1918–19) for singing voice, violin, viola, and piano
- String Quartet n.º 3, op. 25 (1918)
- String Quartet n.º 4, op. 28 (1920)
- Sonata for violoncello solo, op. 30 (1920)
- Two Works for clarinet and piano, op. 34 (1922)
- Sonata for violin solo, op. 36 (1923)
- Suite for violin and chamber orchestra, op. 38 (1924)
- Sonnet by Elizabeth Barrett-Browning for soprano and string quartet or large string ensemble, op. 52 (1934)
- Suite for violoncello solo, op. 39 (1924)
- Suite for violin and piano, op. 56 (1937/1957)
- Suite for flute solo, op. 57 (1937)
- String quartet n.º 5, op. 60 (1943)
- The Leaden Echo and the Golden Echo, song for soprano, clarinet, violoncello, piano, op. 61 (1944), text: Gerard Manley Hopkins
- String Quartet n.º 6, op. 64 (1946)
- String Quartet n.º 7, op. 66 (1948)
- Octet, op. 67 (1948–49) for clarinet, bassoon, horn, two violins, viola, violoncello, and contrabass
- Sonata for violin solo, op. 72 (1953/59)
- Suite, op. 73 (1954) for flute, oboe, clarinet, horn, and bassoon
- Suite for solo clarinet, op. 74 (1956)
- Suite for solo oboe, op. 76 (1956)
- Suite for solo bassoon, op. 77 (1957)
- Fanfare for solo horn, op. 78 (1957)
- String Quartet n.º 8, op. 79 (1957)
- Quintet, op. 81 (1959) for clarinet, 2 violins, viola, and violoncello
- String trio, op. 86 (1962)
- Rhapsody for viola solo, op. 87 (1962)
- Musik for string orchestra in one movement, op. 91 (1964)
- Fünf Miniaturen for violins and piano, op. 93 (1965)
- Partita in Honor of Johann Sebastian Bach, op. 96 (1965) for organ
- String Quartet n.º 9, op. 97 (1966)
- Four Works for string quartet, op. 103 (1968)
- Four Works for string trio, op. 105 (1969, second version 1971)
- Four Works for string quintet, op. 109 (1970)
- Prelude for viola solo, op. 112 (1971)

## Premios
- 1953 Preis der Stadt Wien
- 1957 Comandante de la Orden del Imperio Británico
- 1957 Grosse Silberne Medaille der Stadt Paris
- 1959 Großes Goldenes Ehrenzeichen der Republik Österreich
- 1961 Großer Österreichischer Staatspreis
- 1961 Verleihung des Gregorius-Ordnes durch Papst Johannes XXIII.
- 1971 Österreichisches Ehrenzeichen für Wissenschaft und Kunst
- 1973 Ehrenmitglied der Gesellschaft der Musikfreunde in Wien

## Enlaces relacionados
- Grabaciones de música de Wellesz en http://www.allmusic.com
- http://www.uemusic.at/de (enlace roto disponible en Internet Archive; véase el historial, la primera versión y la última). Wellesz en
- Página de un CD del clarinetista Jonathan Coler con un fragmento de la Suite para clarinete solo Op. 74: Serenade en Ongaku Records, Inc.

- Datos: Q213680
- Multimedia: Egon Wellesz / Q213680